# Wildstrubel

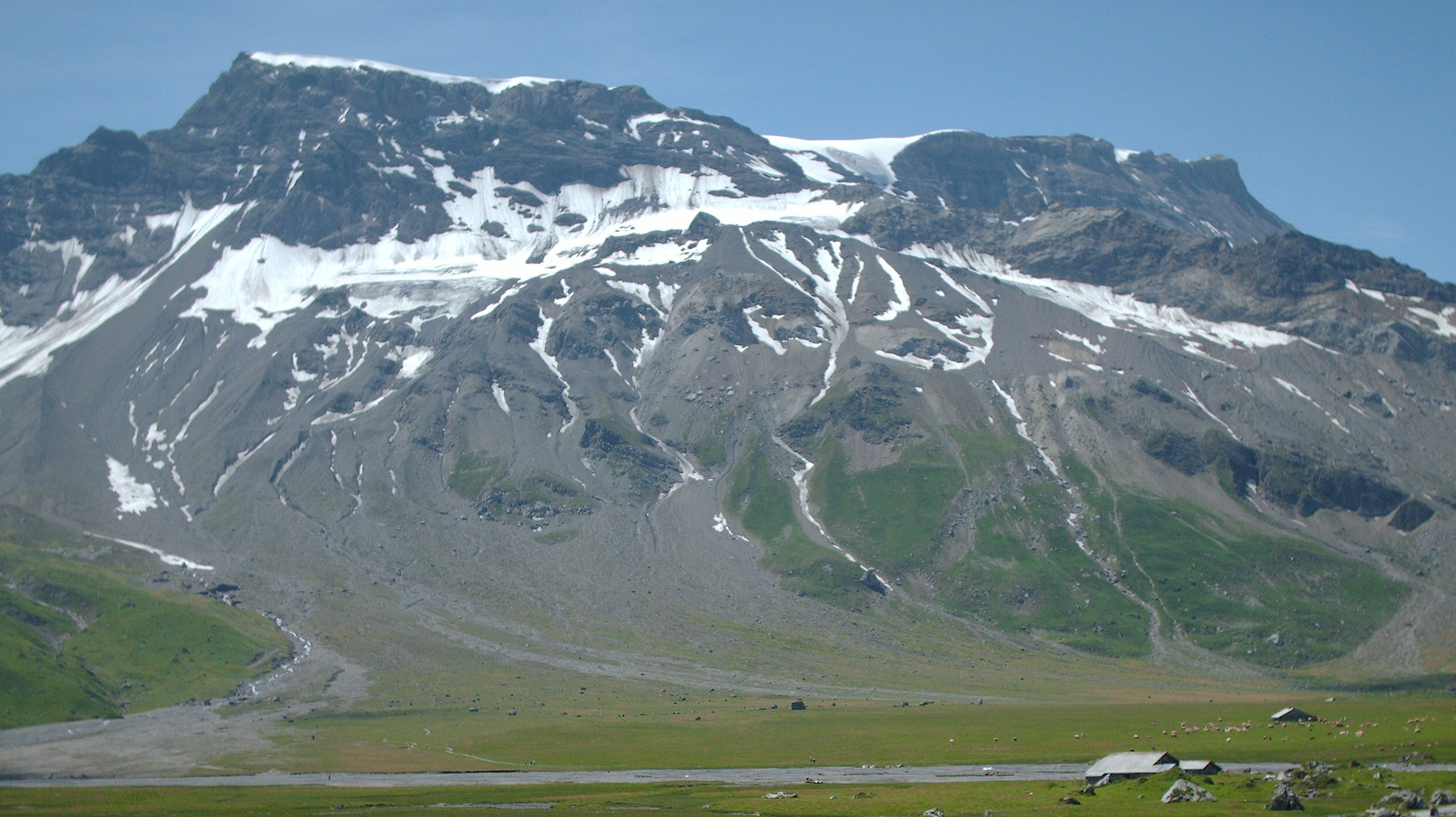
De noordkant van de Wildstrubel gezien vanaf Engstligenalp aan het einde van het Engstligental.

De Wildstrubel is een vergletsjerde bergkam in de Berner Alpen, op de grens tussen de Zwitserse kantons Wallis en Bern. De Wildstrubel ligt echter ten noorden van de waterscheiding tussen de Rhône in het zuiden en de Aare in het noorden en is daarom geen onderdeel van de (hier lagere) hoofdkam van de Berner Alpen. In het noorden komen zowel de hogere delen van het Kandertal (met Kandersteg), het Engstligental (met Adelboden) als het Simmental (met Lenk) uit op de Wildstrubel. Zowel ten oosten (de Gemmipass) als ten westen (de Rawilpass) van de Wildstrubel lopen te voet begaanbare bergpassen over de Berner Alpen.
De Wildstrubel bestaat uit drie zo goed als even hoge toppen: van west naar oost zijn dit de Lenkerstrubel (3243,5 m), de middentop (3243,5 m) en de Grossstrubel of Adelbodnerstrubel (3243,0 m). De drie toppen vormen samen een 3,5 km lange bergkam. De west- en noordhellingen van de Wildstrubel zijn steile wanden. Aan de zuidoostelijke zijde bevindt zich de Wildstrubelgletsjer, die afwatert langs de Lämmerendalu naar de Daubensee bij de Gemmipas. Op de zuidflank van de Wildstrubel bevindt zich de grotere, vlak liggende Glacier de la Plaine Morte.
De eerste beklimming van de Wildstrubel was op 11 september 1858, door Leslie Stephen, T.W. Hinchliff en de gids Melchior Anderegg.